# Казе Амадио (Тревизо)
Казе Амадио је насеље у Италији у округу Тревизо, региону Венето.
Према процени из 2011. у насељу је живело 23 становника. Насеље се налази на надморској висини од 92 м.